# Mag-lak
A Mag-lak az Üzenet a jövőből – A Mézga család különös kalandjai című magyar rajzfilmsorozat tizenharmadik és egyben utolsó része.

## Cselekmény
Paula végre kérdőre vonja Gézát, hogy honnan van az a rengeteg őrült holmi, amivel az elmúlt időszakban előállt. Géza csak annyit mond erre, hogy egy távoli rokona küldte, ám Paulát ez nem hatja meg, és tovább kíváncsiskodik. Géza elhatározza, hogy bemutatja neki MZ/X-et, ezért elküldi otthonról Aladárt és a szobájában beüzemeli a rádiót. MZ/X helyett először a robothelyettese jelentkezik be, mert őt épp a gőzfürdőben masszírozzák. Amikor visszaér, Paula könnyedén szóba elegyedik vele, s az alkalmat megragadva nem holmi csekélységet rendel tőle, mint a férje szokott, hanem egy pazar villát. MZ/X először makettet küld le nekik, hogy megfelel-e számukra az a típus. Ezután elmondja, hogy az új ház „motorbútoros” lesz, szállítója pedig az Időkibővítő Szállítmányozási Transz-Export Vállalat-Társulás, mely lakhatóan, teljes berendezéssel és kulcsrakészen adja át az ingatlant. Paula megadja a címet, hogy hova érkezzen a ház: Gödölye utca 13., Mézgáék telke. Természetesen meghívja MZ/X-et is a házavatóra.
Mézgáék másnap reggel átköltöznek a palotának is beillő, kacsalábon forgó, körpanorámás, hipermodern új házukba, amelyben minden gépesítve van és automatizált. A fotocellás bejárati ajtóhoz mozgólépcső visz fel. Az ülőbútorok programozható, önjáró fotelek. Robotszemélyzet is rendelkezésre áll. Paula főleg a konyhára kíváncsi, melyben találnak egy hatalmas gyorsfagyasztót. Géza azt hiszi róla, hogy főzőfülke. Belép, és pillanatok alatt jéggé fagy benne, majd az ajtaját kitörve kizuhan és felenged. Közben Kriszta a szökőkutas beltéri medencét próbálja ki. Paula föl akar menni az emeletre, de nem tudja, hogyan lehet, mert nincs lépcső. Aladár mutatja meg: a fotelek emelik fel és juttatják őket a felső szintre, kerek nyílásokon keresztül. A villa tetején tetőterasz van. Odafent a hengerbe tekert napvédő ponyváról Paula azt hiszi, hogy nyugágy. Rá is ülnek Gézával, de megjárják, mert egy kar meghúzására a ponyva kinyílik. Aladár segítségére van szükség, hogy a hatalmas ponyva szélén lógó szülők le ne essenek és az automatika visszahúzza őket. Hamarosan jönnek a meghívott a vendégek: Máris szomszéd, Józsa és Oszkár, valamint Géza főnöke. Paula kérésére Géza megnyom egy piros gombot, mire feljön egy asztal, de olyan gyorsan, hogy felborulnak rajta a tálak, és a tartalmuk Józsára és Márisra borul. Gézának fogalma sincs, mi hogyan működik az automatizált palotában, hol túl hideget, hol túl meleget csinál a vendégeknek. Véletlenszerűen benyom egy gombot, mire a villa forogni kezd. Gézát a centrifugális erő a falhoz tapasztja, ezért nem tudja leállítani az egyre gyorsabb pörgést. A kezében lévő palackkal kiveri a panorámaablakot, mire a forgás kirepíti őket a házból: először a vendégeket, aztán a gyerekeket és Paulát, végül Gézát is. A rádió ugyancsak elszáll, s egy fához csapódva megsemmisül. Mézgáék egy szénakazalban landolnak. A kacsalábon forgó palota végül felrobban, gombafelhőt hagyva maga után. Ekkor érkezik repülő csészealj-szerű űrhajójával MZ/X, de amint meglátja a füstöt, rögtön visszafordul. Paula így szól a férjéhez: „Mindenünk odalett, és a rokonodra sem számíthatunk többé!” Géza válasza: „Pedig ez volt az egyetlen tehetős.” Az epizód legvégén Paula még megjegyzi, hogy „Hufnágel Pistinek ugyan tizenkét gazdag nagybácsija volt, de most már kezdem belátni, hogy unatkoztam volna mellette.”

## Alkotók
- Rendezte: Nepp József
- Írta: Nepp József, Romhányi József
- Zenéjét szerezte: Deák Tamás
- Operatőr: Bacsó Zoltán
- Hangmérnök: Horváth Domonkos
- Vágó: Czipauer János
- Tervezte: Bánki Katalin
- Háttér: Szoboszlay Péter
- Rajzolók: Kovács István, Marsovszky Emőke, Nyul Ferenc
- Animációs munkatárs: Gémes József
- Munkatársak: Ács Karola, Csonkaréti Károly, Hódy Béláné, Kiss Lajos, Kökény Anikó, Lőrincz Árpád, Paál Klára, Stadler János, Szabó Judit, Szántai Lajosné, Tormási Gizella, Zoltán Annamária
- Színes technika: Boros Magda, Dobrányi Géza, Fülöp Géza, Kun Irén
- Tanácsadók: Gáll István, Székely Sándorné
- Gyártásvezető: Kunz Román

Készítette a Magyar Televízió megbízásából a Pannónia Filmstúdió

## Szereplők
- Mézga Géza: Harkányi Endre
- Paula: Győri Ilona
- Kriszta: Földessy Margit
- Aladár: Némethy Attila
- Máris szomszéd: Tomanek Nándor
- MZ/X: Somogyvári Rudolf
- Vezérigazgató: Horváth Pál
- Oszkár bácsi: Alfonzó
- Józsa néni: Hacser Józsa
- Robotszemélyzet: Farkas Antal